# ۶ دسامبر
۶ دسامبر در تقویم گرگوری، سیصد و چهلمین (در سال‌های کبیسه سیصد و چهل و یکمین) روز سال است. ۲۵ روز تا پایان سال باقی است.

## رویدادها
- ۱۴۹۹ – کشف ونزوئلا توسط آلونسو ده اوخدا دریانورد و کاوشگر اسپانیایی
- ۱۹۵۸ – کاوشگر قمری پایونیر ۳ به فاصله ۱۰۷ هزار کیلومتری از زمین رسید و بازگشت.[نیازمند منبع]

## زادروزها
- ۱۴۲۱ – هنری ششم، پادشاه انگلستان (درگذشت ۱۴۷۱).
- ۱۶۴۰ – کلود دو فلوری، مورخ قرن هفدهم میلادی اهل فرانسه.
- ۱۸۲۳ – ماکس مولر، زبان‌شناس و خاورشناس آلمانی.
- ۱۸۴۸ – ادوارد توماس هنری هاتون، نظامی اهل بریتانیا (د. ۱۹۲۳)
- ۱۸۶۰ – جین آدامز فیلسوف و جامعه‌شناس اهل ایالات متحده.
- ۱۸۶۳ – چارلز مارتین هال، مهندس و شیمیدان آمریکایی و ابداع‌کننده روش استخراج آلومینیم که با نام فرایند هال شناخته می‌شود.
- ۱۸۸۶ – جویس کیلمر، روزنامه‌نگار، شاعر، منتقد ادبی، مدرس و ویراستار آمریکایی.
- ۱۸۸۶ – اوکاوا شومیو، نویسنده و سیاست‌مدار ژاپنی و یکی از مترجمان قرآن به زبان ژاپنی.
- ۱۸۹۸ – گونار میردال، اقتصاددان، جامعه‌شناس و سیاستمدار اهل سوئد که در سال ۱۹۷۴ به همراه فریدریش آوگوست فون هایک اقتصاددان اتریشی موفق به دریافت جایزه نوبل در اقتصاد شد.
- ۱۹۰۰ – اگنس مورهد، بازیگر آمریکایی.
- ۱۹۱۳ – النور هولم، شناگر اهل کشور ایالات متحده آمریکا.
- ۱۹۱۷ – کمال جنبلاط، رهبر حزب سوسیالیست ترقی‌خواه و یکی از برجسته‌ترین رهبران دروزی در لبنان.
- ۱۹۱۹ – پل دو مان، از منتقدان ادبی ساختارشکن و نظریه‌پرداز بلژیکی.
- ۱۹۲۰ – دیو بروبک، نوازنده پیانو و آهنگساز آمریکایی موسیقی جاز و رهبر گروه چهار نفری دیوبروبک کورتت.
- ۱۹۲۰ – جرج پرتر، دانشمند شیمی‌دان انگلیسی و برنده جایزه نوبل شیمی سال ۱۹۶۷.
- ۱۹۳۱ – زکی مورن، بازیگر، خواننده و آهنگساز ترکیه‌ای.
- ۱۹۳۳ – هنریک گورتسکی، آهنگساز لهستانی.
- ۱۹۴۲ – پیتر هاندکه، نویسنده و نمایشنامه‌نویس پیشرو (آوانگارد) اتریشی.
- ۱۹۴۵ – دن نیکلز، سناتور سابق عضو حزب جمهوری‌خواه ایالات متحده آمریکا.
- ۱۹۵۱ – گری فرانسیس، بازیکن فوتبال اهل کشور انگلستان.
- ۱۹۵۳ – تام هالس، هنرپیشه و تهیه‌کننده اهل آمریکا.
- ۱۹۵۶ – رندی رودز، گیتاریست چیره‌دست آمریکایی.
- ۱۹۶۵ – گوردون دوری، بازیکن فوتبال اهل اسکاتلند.
- ۱۹۶۷ – جود آپاتو، فیلم‌نامه‌نویس و کارگردان آمریکایی.
- ۱۹۷۰ – جف روز، ورزشکار مرد رشتهٔ شنا اهل کشور ایالات متحده آمریکا.
- ۱۹۷۱ – رایان وایت، نوجوان اهل آمریکا بود که بعد از اخراج شدن از مدرسه به خاطر آلودگی به بیماری ایدز مورد توجه مردم آمریکا قرار گرفت.
- ۱۹۷۹ – تیم کیهیل، بازیکن فوتبال اهل استرالیا.
- ۱۹۸۱ – فدریکو بالزارتی، بازیکن فوتبال اهل کشور ایتالیا.
- ۱۹۸۲ – آلبرت کونتادور، دوچرخه سوار جاده‌ای حرفه‌ای اهل اسپانیا.
- ۱۹۸۸ – جاناتان هاگ، بازیکن فوتبال اهل بریتانیا
- ۱۹۸۸ – نیلس پترسن، بازیکن فوتبال آلمانی.

## درگذشت‌ها
- ۳۴۳ - نیکلاس قدیس، وی را منشأ بابا نوئل می‌دانند.
- ۶۷۲ - محمد ابن عبدالله نفس زکیه، از امامان شیعه محمدیه که مهدی موعود پنداشته می‌شود.
- ۱۱۸۵ - آلفونسو اول پرتغال، که به عنوان آلفونسو هنریک، فاتح، مؤسس یا کبیر نیز شناخته می‌شود، نخستین شاه پرتغال.
- ۱۳۵۲ - کلمنت ششم، یکی از پاپ‌های کلیسای کاتولیک رم.
- ۱۶۱۸ - ژاک دوی دو پرون، شاعر و متخصص الهیات قرن شانزدهم میلادی اهل فرانسه.
- ۱۶۷۲ - ژان دوم کازیمیر واسا، شاه لهستان و دوک بزرگ لیتوانی در عصر مشترک‌المنافع لهستان-لیتوانی، دوک اوپوله در سیلزی علیا و مدعی سلطنت سوئد.
- ۱۸۸۹ - جفرسون دیویس، سیاست‌مدار آمریکایی و نخستین و واپسین رئیس دولت ایالات موتلفه آمریکا در طول جنگ داخلی آمریکا.
- ۱۸۹۲ - ارنست فون زیمنس، مهندس و کارخانه دار آلمانی و مؤسس شرکت الکتریکی و مخابراتی زیمنس.
- ۱۹۴۹ - لید بلی، موسیقی‌دان فولک آمریکایی.
- ۱۹۶۱ - فرانتس فانون، نویسندهٔ فرانسوی زبان اهل مارتینیک، و یک مقاله‌نویس، روانپزشک و انقلابی.
- ۱۹۸۸ - روی اوربیسن، خواننده، ترانه‌سرا و موسیقی‌دان، راک اند رول آمریکایی.
- ۱۹۹۰ - تونکو عبدالرحمان، از سال ۱۹۵۵ وزیر اعظم فدراسیون مالایا بود و پس از استقلال این کشور در ۱۹۵۷ اولین نخست‌وزیر آن لقب گرفت.
- ۱۹۹۱ - ریچارد استون، استاد برجسته اهل بریتانیا در علم اقتصاد.
- ۲۰۱۷ - جانی هالیدی، خوانندهٔ فرانسوی.

## مناسبت‌ها
- روز قانون اساسی در کشور اسپانیا
- روز استقلال کشور فنلاند از روسیه
- سالگرد تشکیل کیتو در کشور اکوادور